# متوازي أضلاع القوى

متوازي أضلاع القوى: السهم الأحمر هو محصلة القوتين F1 و F2.

متوازي أضلاع القوى (بالإنجليزية: Parallelogram of force)
هو متوازي اضلاع يتبع أحد قوانين الميكانيكا والذي ينص على أن:«إذا عملت قوتان في نقطة فيمكن أن يعبر عنهما بقوة واحدة.» تسمى تلك القوة «محصلة».
عمليا نقوم برسم متجهين للقوتين (أي نختار طول معين لكل منهما) ونمثل اتجاهيهما بسهمين. نرسم متوازيان للسهمين فيكمل تقاطعهما شكل متوازي الأضلاع. المحور الواصل يكون تأثير القوتان والنقطة المقابلة على متوازي الأضلاع هي محصلة القوتين، واتجاه المحصل يكون بادئا بنقطة تاثير القوتين.
معكوس تلك العملية يسمى تحليل قوة، حيث نجزيء متجها للقوى إلى مركبتين عموديتان على بعضهما البعض، فإذا عرفنا اتجاه تأثير المركبتين نستطيع تعيين
مقدار كل منهما.
يمكن تعمميم هذه الطريقة للحصول على محصلة عدة قوي، ثلاثة أو أربعة أو أكثر... فيما يسمى زوايا القوى.

## جمع قوتان بالرسم البياني
نفترض أن قوتين تؤثر على جسم في نقطة معينة. يمكننا بواسطة الرسم البياني تعيين المحصلة، كالآتي:
1. نرسم القوتان كسهمين بمقياس رسم معين، من حيث المقدار والاتجاه،
2. نرسم من رأس السهم الأول خطا موازيا للسهم الثاني،
3. ونرسم من رأس السهم الثاني خطا موازيا للسهم الأول. يتقاطع الخطان ويكتمل متوازي الأضلاع.
4. المحور الباديء من نقطة تأثير القوتين إلى نقطة تقاطع الخطين هي محصلة القوتين، وتقوم مقامهما.

خطوة 1
خطوة 2
خطوة 3
خطوة 4

## تعيين محصلة قوتين
وإذا عملت قوتان مختلفتان {\displaystyle F_{1}} و
{\displaystyle F_{2}} في اتجاهين متضادين تكون محصلتهما {\displaystyle F} مساوية لحاصل طرح القوة الصغيرة من القوة الكبيرة. وتكون القوة الناتجة في اتجاه القوة الكبيرة ومقدارها هو القيمة المطلقة لحاصل الطرح:
{\displaystyle F=|F_{1}-F_{2}|}
وإذا عملت قوتان مختلفتي الاتجاه على نقطة نحصل على قيمة واتجاه محصلتهما عن طريق رسم متوازي أضلاع القوى لهما. نرسم القوة
{\displaystyle {\vec {F_{1}}}} والقوة {\displaystyle {\vec {F_{2}}}} بمقياس رسم ثابت بحيث يعبر طول السهم الأول عن القوة الأولى واتجاهها. ومن نقطة تأثيرهما نرسم سهما ثانيا مساويا في الطول لقيمة القوة {\displaystyle {\vec {F_{2}}}} مع أخذ الزاوية بينهما في الاعتبار. ثم نرسم موازيا من طرف السهم الأول موازيا للقوة الثانية، ونرسم من طرف القوة الثانية موازيا للقوة الأولى. بذلك نحصل على متوازي أضلاع القوي، وفيه يمثل المحور الواصل بين نقطة تأثير القوتين والنقطة المقابلة لها على متوازي أضلاع القوي هو  محصلة القوة . طول المحور هو مقدار المحصلة (بحسب مقياس الرسم) واتجاه المحور يعطينا اتجاه المحصلة.
وإذا عملت ثلاثة قوى في نقطة فيمكن تعيين محصلتهم بسهولة: نرسم متوازي أضلاع القوي لأي اثنين من القوى أولا ونحصل على محصلتهما. ثم نرسم المحصلة التي حصلنا عليها للقوتين الأولتين مع سهم القوة الثالثة، فنحصل على محصلة الثلاثة قوى.

## تحليل قوة

تحليل القوة الجاذبية إلى مركبتين و القوة متعامدتين.

نفترض جسما موضوعا على لوح.
تعمل قوة الجاذبية {\displaystyle {\vec {G}}} للجسم إلى أسفل وتتساوى معها القوة المضادة للوح الموضوع أفقيا فيظل الجسم ثابتا. أما إذا كان اللوح مائلا فيمكننا دراسة القوى المؤثرة على الجسم (انظر الشكل). قوة الجاذبية للكتلة {\displaystyle {\vec {G}}} تعمل رأسيا. ويمكن تحليل هذه القوة إلى جزئين: مركّبة في اتجاه العمودي على السطح F2 ، ومركبة F1 في اتجاه موازي للسطح المائل. إذا زادت القوة F1 عن قوة الاحتكاك بين الجسم والسطح ينزلق الجسم متسارعا على السطح ويسقط. من الواضح ان هذا يعتمد على زاوية ميل ألفا السطح الموضوع عليه الجسم.
وتنطبق المعادلة الناتجة عن تحليل القوة:{\displaystyle {\vec {G}}}:
{\displaystyle {\vec {F_{1}}}+{\vec {F_{2}}}={\vec {G}}}
بمثل هذه التجربة يمكن تعيين قوة احتكاك الجسم باللوح ودراسة التسارع.

## اقرأ أيضا
- مبدأ التراكب
- متوازي الأضلاع
- مضلع القوى
- متجه